# Satanic Rites
Satanic Rites – czwarty album demo grupy Hellhammer, wydany w 1983.

## Lista utworów
1. "Intro" – 0:59
2. "Messiah" – 4:22
3. "The Third of the Storms" – 3:04
4. "Buried and Forgotten" – 6:03
5. "Maniac" – 3:48
6. "Eurynomous" – 3:11
7. "Triumph of Death" – 7:01
8. "Revelations of Doom" – 3:05
9. "Reaper" – 2:30
10. "Satanic Rites" – 7:19
11. "Crucifixion" – 2:47
12. "Outro" – 2:02

## Twórcy
- Thomas Gabriel Fischer - śpiew, gitara
- Martin Ain - gitara basowa
- Bruce Day - perkusja